# Grabówka (gromada w powiecie sieradzkim)
Grabówka – dawna gromada, czyli najmniejsza jednostka podziału terytorialnego Polskiej Rzeczypospolitej Ludowej w latach 1954–1972.
Gromady, z gromadzkimi radami narodowymi (GRN) jako organami władzy najniższego stopnia na wsi, funkcjonowały od reformy reorganizującej administrację wiejską przeprowadzonej jesienią 1954 do momentu ich zniesienia z dniem 1 stycznia 1973, tym samym wypierając organizację gminną w latach 1954–1972.
Gromadę Grabówka siedzibą GRN w Grabówce utworzono – jako jedną z 8759 gromad na obszarze Polski – w powiecie sieradzkim w woj. łódzkim, na mocy uchwały nr 38/54 WRN w Łodzi z dnia 4 października 1954. W skład jednostki weszły obszary dotychczasowych gromad Grabówka, Nieczuj, Gronów, Wolnica Grabowska, Brzeźnica, Marianów i Ręszew oraz kolonia Wola Majaczewice z dotychczasowej gromady Majaczewice ze zniesionej gminy Burzenin w tymże powiecie. Dla gromady ustalono 15 członków gromadzkiej rady narodowej.
1 lipca 1968 z gromady Grabówka wyłączono (a) kolonię Andrzejówka oraz wieś i parcelę Gronówek, włączając je do gromady Złoczew oraz (b) wsie Biadaczew i Wolnica Grabowska, włączając je do gromady Burzenin w tymże powiecie, po czym gromadę Grabówka zniesiono a jej (pozostały) obszar wszedł w skład nowo utworzonej gromady Kamionka tamże.